# Batomys hamiguitan
Batomys hamiguitan es una especie de roedor de la familia Muridae.
Pesa 175 gramos.

## Distribución geográfica
Es endémica de montanos de Mindanao (Filipinas).